# Sewerjanka (Kaliningrad)
Sewerjanka (Северянка, deutsch Neu Posmahlen und Sophienberg) war ein Ort in der Oblast Kaliningrad (Gebiet Königsberg (Preußen)) in Russland. Er vereinigte zwei bis 1945 im Kreis Preußisch Eylau in Ostpreußen gelegene Orte. Die Ortsstelle gehört heute zum Munizipalkreis Rajon Bagrationowsk (Stadtkreis Preußisch Eylau).

## Geographische Lage
Die Ortsstelle Sewerjanka liegt im südlichen Westen der Oblast Kaliningrad, elf Kilometer nordwestlich der einstigen Kreis- und heutigen Rajonshauptstadt Preußisch Eylau (russisch Bagrationowsk).

## Geschichte

### Bis 1945

#### Neu Posmahlen
Neu Posmahlen wurde im Jahre 1835 auf ehemigem Grund des Dorfs Posmahlen (russisch Puschkino) gegründet. Als großes Vorwerk war es bis 1945 in den Gutsbezirk bzw. in die Landgemeinde Wogau (russisch Lermontowo) im ostpreußischen Kreis Preußisch Eylau eingegliedert.
Die Abtretung des gesamten nördlichen Ostpreußen an die Sowjetunion in Kriegsfolge im Jahre 1945 betraf auch Neu Posmahlen. 1950 wurde das Dorf zusammen mit dem Nachbarort Sophienberg in „Sewerjanka“ umbenannt.

#### Sophienberg
Das kleine Gutsdorf Sophienberg wurde im Jahre 1825 gegründet. 1874 wurde das Dorf als  Gutsbezirk in den neu gerrichteten Amtsbezirk Wogau (russisch Lermontowo) im Kreis Preußisch Eylau in Ostpreußen aufgenommen. Im Jahre 1910 zählte Sophienberg 59 Einwohner.
Am 30. September 1928 wurde Sophienberg nach Wogau eingemeindet.
Mit dem gesamten nördlichen Ostpreußen kam Sophienberg 1945 in Kriegsfolge zur Sowjetunion. Noch bis 1950 behielt der Ort seinen deutschen Namen und wurde dann zusammen mit Neu Posmahlen in „Sewerjanka“ umbenannt.

### Seit 1945

#### Sewerjanka
Im zweiten Nachkriegsjahr 1947 wurden Neu Posmahlen und Sophienberg dem neu gebildeten Puschkinski selski Sowet (Dorfsowjet Puschkino (Posmahlen)) zugeordnet. 1950 erfolgte ihre gemeinsame Umbenennung in „Sewerjanka“. Zunächst fand wohl noch eine Neubesiedlung statt, dann aber wurde der Ort mehr und mehr verlassen und war bereits lange vor 1975 verwaist.
Heute gilt Sewerjanka als untergegangen. Seine Ortsstelle liegt heute im Bereich des Rajon Bagrationowsk (Stadtkreis Preußisch Eylau) der russischen Oblast Kaliningrad (Gebiet Königsberg (Preußen)).

## Religion
Bis 1945 war sowohl Neu Posmahlen als auch Sophienberg in das evangelische Kirchspiel der Kirche Dollstädt (russisch Krasnosnamenskoje) in der Kirchenprovinz Ostpreußen der Kirche der Altpreußischen Union eingepfarrt.

## Verkehr
Die Ortsstelle Sewerjanka mit den beiden ehemaligen Ortschaften Neu Posmahlen und Sophienberg ist – wenn auch schwer wahrzunehmen – von Puschkino (Posmahlen) aus über Landwege zu erreichen.